# Banashri Bose Harrison
Banashri Bose Harrison, född 1956, är en indisk diplomat.
Banashri Bose Harrison har tjänstgjort i Indiens utrikesministerie sedan 1981. Mellan 2003 och 2006 arbetade hon som andreman vid Högkommissariatet i Pretoria, 2006–2010 var hon minister vid Indiens ambassad i Washington, D.C. och 2010 blev hon chef för enheten för Centraleuropa vid utrikesministeriet. Mellan 2012 och 2016 innan hon utsågs till Indiens ambassadör i Stockholm var hon ambassadör vid Indiens ambassad i Stockholm.